# Ictiobus bubalus
Ictiobus bubalus és una espècie de peix de la família dels catostòmids i de l'ordre dels cipriniformes.

## Morfologia
- Els mascles poden assolir 112 cm de longitud total i 37,3 kg de pes.[2][3][2]

## Alimentació
Menja crustacis i algues.

## Hàbitat
És un peix d'aigua dolça i de clima temperat.

## Distribució geogràfica
Es troba a Nord-amèrica, incloent-hi Mèxic.

## Ús comercial
Es comercialitza fresc i es menja fregit, rostit i enfornat.